# Логан Роджерсон
Логан Роджерсон (англ. Logan Rogerson, нар. 28 травня 1998, Гамілтон) — новозеландський футболіст, нападник клубу «Окленд» та національної збірної Нової Зеландії.
Чемпіон Нової Зеландії.

## Клубна кар'єра
У дорослому футболі дебютував 2014 року виступами за команду «Вондерерс СК», у якій провів один сезон, взявши участь у 4 матчах чемпіонату. 
Своєю грою за цю команду привернув увагу представників тренерського штабу резервної команди «Веллінгтон Фенікс», до складу якої приєднався 2015 року. Відіграв за дубль клубу з Веллінгтона наступні три сезони своєї ігрової кар'єри.
Того ж року розпочав виступи за головну команду «Веллінгтон Фенікс», у складі якого провів наступні три роки своєї кар'єри гравця. 
Згодом з 2018 по 2024 рік грав у складі команд «Карл Цейс», «Окленд Сіті», «ГІК», «Гака» та «Ноах».
До складу клубу «Окленд» приєднався 2024 року. Станом на 9 червня 2025 року відіграв за команду з Окленда 26 матчів у національному чемпіонаті.

## Виступи за збірні
У 2015 році дебютував у складі юнацької збірної Нової Зеландії (U-17), загалом на юнацькому рівні взяв участь у 10 іграх, відзначившись 11 забитими голами.
Протягом 2016–2017 років залучався до складу молодіжної збірної Нової Зеландії. На молодіжному рівні зіграв у 13 офіційних матчах, забив 3 голи.
У 2015 році дебютував в офіційних матчах у складі національної збірної Нової Зеландії.
У складі збірної був учасником кубка націй ОФК 2016 року у Папуа Новій Гвінеї, здобувши того року титул переможця турніру.

## Титули і досягнення
- Чемпіон Нової Зеландії (1):

«Окленд Сіті»: 2019-2020